# Kirkby Wharfe
Kirkby Wharfe – wieś w Anglii, w hrabstwie North Yorkshire, w dystrykcie (unitary authority) North Yorkshire. Leży 15 km na południowy zachód od miasta York i 272 km na północ od Londynu. Kirkby Wharfe jest wspomniana w Domesday Book (1086) jako Chirchebi.